# دايجو أراكي
دايجو أراكي (باليابانية: 荒木 大吾) (17 فبراير 1994 في تشيبا في اليابان – )؛ هو لاعب كرة قدم ياباني سابق كان يلعب كلاعب وسط.

## وصلات خارجية
- دايجو أراكي على موقع رابطة كرة القدم اليابانية للمحترفين (اليابانية)
- دايجو أراكي على موقع قاعدة بيانات كرة القدم.إي يو (الإنجليزية)
- دايجو أراكي على موقع Soccerway.com (الإنجليزية)
- دايجو أراكي على موقع عالم كرة القدم.نت (الإنجليزية)
- دايجو أراكي على موقع كووورة